# Комедиальная храмина
Комедиа́льная храми́на — здание первого русского публичного государственного театра, построенное на Красной площади в Москве по указу Петра I и функционировавшее в 1703—1707 годах (окончательно разобрано в 1721 году).
В 1702 году по указу Петра I в Москву из Гданьска была приглашена немецкая труппа в составе девяти человек под руководством Ягана Куншта. В октябре того же года в дополнение к немецким комедиантам набрали ещё 12 русских актёров, которых отправили на обучение к Куншту.
21 октября на Красной площади, вдоль Кремлёвской стены, между Спасскими и Никольскими воротами Кремля, началось строительство театрального здания. Первый спектакль был дан 8 (19) декабря ещё до окончания строительства — театральный зал в сжатые сроки был организован в доме Ф. Я. Лефорта в Немецкой слободе. Каждая труппа выступала на своём языке.
В начале февраля 1703 года после смерти Куншта его место занял проживавший в Москве антрепренёр Отто Фюрст (Фиршт).
18 сентября 1703 года дьяки доложили о готовности театрального здания, получившего название Комедиальная храмина. Спектакли начались в декабре, их давали два раза в неделю — по понедельникам и четвергам. В это время к приездам Петра I в Москву театр давал в основном «Триумфальную комедию» Я. Куншта, а также комические пьесы с рядом шутовских и фарсовых сцен. Посещать спектакли могли все желающие.
Для увеличения посещаемости театра Пётр I отменил пошлины с проезжающих после окончания спектаклей и позволил запирать ворота в Кремле, Китай-городе и Белом городе позже обычного. Также для привлечения новых посетителей Комедийная храмина выпускала театральные афиши. В первое время билеты на спектакли не продавали, лишь 15 мая 1704 года начали печатать «ярлыки» — театральные билеты. Они были четырёх типов: за гривну, 6 копеек, 5 копеек и за 3 копейки, что было дорого по тем временам.
Театральный зал вмещал 500 человек. Кроме партера с сидячими местами имелись ложи с занавесками (располагались, скорее всего, в один ярус), а также галерея или балкон. В театре имелась машинерия: в частности, в 1705 году в спектакле «Комедия о Баязете и Тамерлане» использовались две спускные машины.
Век Комедиальной храмины был недолог: в конце мая 1706 года немецкие комедианты были уволены. В 1707 году в результате решения Петра I усилить оборону Москвы перед масштабными военными действиями спектакли прекратились и здание начали демонтировать. Костюмы, реквизит, тексты пьес и некоторые декорации царевна Наталья Алексеевна вывезла из Комедиальной храмины к себе в село Преображенское, где она организовывала спектакли в Комедийной хоромине. Туда же перебралось и большинство русских актёров из публичного театра.
Здание Комедиальной храмины использовалось в основном как склад театральных декораций. В 1721 году оно было окончательно разобрано в ходе строительства Арсенала Московского Кремля.